# Ký sinh trong tác phẩm giả tưởng

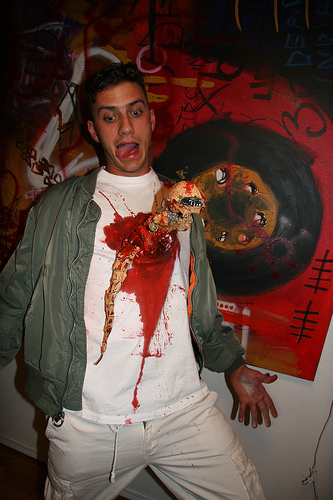
Hóa trang ký sinh vật ngoài hành tinh chui ra từ vật chủ

Các loài ký sinh vật (hay ký sinh trùng) đã xuất hiện thường xuyên trong tiểu thuyết hư cấu lấy cảm hứng từ sinh học từ thời cổ đại trở đi, với sự nở rộ vào thế kỷ XIX. Chúng bao gồm những quái vật ngoài hành tinh (alien) kinh tởm có chủ ý ký sinh lên vật chủ là con người trong các bộ phim khoa học viễn tưởng thuộc thể loại phim kinh dị rùng rợn hay dòng phim quái vật. Các tác giả và người viết kịch bản ở một mức độ nào đó đã khai thác khía cạnh sinh học ký sinh trùng bao gồm ký sinh, ký sinh trùng thay đổi hành vi (ký sinh thao túng), ký sinh trùng cấy mầm sống và nhiều dạng ma cà rồng được tìm thấy trong sách vở và phim ảnh. Một số ký sinh vật hư cấu đã trở nên nổi tiếng theo đúng nghĩa của chúng như nhân vật Bá tước Dracula và Xenomorph một sinh vật ngoài hành tinh.

## Tổng quan
Ký sinh là một hiện tượng tự nhiên nhưng đã được con người nghệ thuật hóa bằng các loại hình phim ảnh hư cấu với những sinh vật kinh dị (ký sinh vật, ký sinh trùng) gắn với yếu tố ký sinh rùng rợn. Ký sinh vật trong hư cấu được đại diện như là sinh vật ngoài hành tinh có nguồn gốc ngoài trái đất hoặc sinh vật không tự nhiên được xem là đáng kinh tởm và ghê rợn. Nhà nhân chủng học xã hội Marika Moisseeff lập luận rằng thể loại phim khoa học viễn tưởng Hollywood ủng hộ côn trùng làm nhân vật phản diện vì tính ký sinh và hành vi bầy đàn nhung nhúc của chúng. Những bộ phim như vậy miêu tả cuộc chiến văn hóa và thiên nhiên là "cuộc chiến không hồi kết giữa loài người và các loài côn trùng ngoài trái đất có xu hướng ký sinh vào con người để sinh sản".
Phạm vi đề tài cảm hứng về ký sinh vật hư cấu và các phương tiện truyền thông dùng để mô tả chúng đã tăng lên rất nhiều kể từ thế kỷ 19, bao gồm cả những thứ khác như tiểu thuyết văn học, tiểu thuyết khoa học viễn tưởng và phim, phim kinh dị và trò chơi điện tử. Vào thời cổ đại, huyền thoại về quỷ hút máu đã phổ biến rộng rãi, bao gồm cả Lilith kẻ chuyên hút máu trẻ sơ sinh. Ma cà rồng hư cấu là ký sinh máu bắt đầu từ kỷ nguyên hiện đại với Bá tước Dracula, nhân vật chính của tiểu thuyết kinh dị năm 1897 của Bram Stoker, Dracula lấy cảm hứng từ loài dơi quỷ hút máu, và kể từ đó đã xuất hiện trong nhiều sách và phim từ kinh dị đến khoa học viễn tưởng. 

## Các dạng
Ký sinh thể Xenomorph trong Alien là một loài ký sinh chắc chắn sẽ gây tử vong cho vật chủ là con người của nó. Nó có một giai đoạn vòng đời phát triển bên trong cơ thể người đó, khi trưởng thành, con Xenomorph sẽ chui ra giết chết vật chủ. Hành vi này được lấy cảm hứng từ ong bắp cày ký sinh có vòng đời như vậy. Nhà sinh học phân tử Alex Sercel so sánh cơ chế sinh học giữa Xenomorph với cơ chế sinh học của ong bắp cày ký sinh và giun tròn, lập luận rằng có một sự tương đồng chặt chẽ, cách Xenomorph nhào vào bấu lấy khuôn mặt người để cấy phôi thai của nó có thể so sánh với cách một con ong bắp cày ký sinh đẻ trứng vào vật chủ đang sống. Ông so sánh vòng đời của Xenomorph với vòng đời của giun tròn Paragordius tricuspidatus, chúng phát triển lấp đầy khoang cơ thể vật chủ trước khi chui ra và giết chết nó. Nhà sinh vật biển Alistair Dove viết rằng có nhiều điểm tương đồng giữa Xenomorphs và ký sinh trùng, xác định các điểm tương đồng bao gồm việc cấy phôi ấu trùng vào vật chủ, sự phát triển của nó cơ thể vật chủ; kết quả là cái chết của vật chủ.
Facehugger trong phim Alien với hình ảnh những con quái vật ngoài hành tinh gớm ghiếc, chúng ban đầu nở ra từ một quả trứng dưới hình dạng một Facehugger. Sinh vật này sẽ bám vào mặt con người, đẻ trứng vào cơ thể họ qua đường miệng rồi sau đó quả trứng sẽ lớn lên, đến khi thành hình một Alien thì phá tung cơ thể vật chủ (là con người) để ra ngoài. Trên thực tế, nếu có sinh vật này vốn không được sinh ra để thích nghi với việc kí sinh trong cơ thể con người, trong phim, chúng cũng chưa từng tiếp xúc với con người từ trước. Như vậy thì rất khó để một con Facehugger làm quen với DNA của con người và kí sinh vào con người một cách vồ vập, việc một con Facehugger vừa thấy người đi qua đã vội vồ lấy họ và ngấu nghiến lấy họ là điều khó xảy ra.
Tính năng ký sinh kiểm soát tâm trí (ký sinh điều khiển) đã được hư cấu trong khoa học viễn tưởng thế kỷ XX. Trong The Puppet Masters năm 1951 của Robert A. Heinlein, ký sinh vật giống sên từ ngoài không gian đến Trái đất, bám chặt vào lưng con người và giành quyền kiểm soát hệ thống thần kinh, biến vật chủ của họ thành những con rối (kiểm soát tâm trí). Trong Star Trek II: The Wrath of Khan, con lươn Ceti chui sâu vào tai của vật chủ là con người cho đến khi nó chạm tới não, đây là một loại ký sinh trùng thay đổi hành vi tương tự như Toxoplasma gondii, khiến những con chuột bị nhiễm bệnh trở nên không sợ mèo, điều đó làm cho chúng dễ dàng bị bắt và ký sinh trùng sau đó sẽ lây nhiễm sang con mèo, vật chủ cuối cùng của nó, nơi nó có thể sinh sản hữu tính. Sinh vật ngoài hành tinh Slug/Squid trong The Hidden cũng xâm nhập qua miệng của vật chủ trước khi chiếm lấy cơ thể của nạn nhân.